# Симон Хасмоней
Симон Хасмоней (Шимон бен Матитьягу ха-Хашмонай (Тассіс), Симон Макавей, * ? — †. 135 р. до н. е.) — другий син Маттафії Хасмонея, засновник династії Хасмонеїв, етнарх Юдеї з 153 року до н. е.

## Боротьба проти Селевкідів
Симон був другим сином  Маттафії Хасмонея, і брав участь у Повстанні Хасмонеїв, спочатку під проводом свого батька, потім під проводом молодшого брата, Юди Макавея. Після перемог над Державою Селевкідів і завоювання Єрусалиму, Хасмонеї ухвалили рішення завоювати всю країну й очистити її від чужинців. Симон вирушив на Галіль, де євреї чинили опір елліністичним містам Акко, Тіру та Сідону. Під час етнічної боротьби Симону вдалося перемогти неєврейські війська мешканців Галілеї, багато з яких втекли в Акко. У 163 р до н. е. Симон переправив в Юдею євреїв з місць, де вони мали меншість і були у небезпеці.
Після поразки і смерті Юди Маккавея у 160 р. до н. е. в Алаші, Симон і його брат Йонатан утекли за Йордан, і звідти продовжували боротьбу. Симон взяв на себе керівництво опором.

## Здобуття незалежності Юдеї
Йонатан Хасмоней зміг використати внутрішні конфлікти царства Селевкідів, і домогтися для себе у Александра I Баласа пост первосвященника. Це був період консолідації і стабільності незалежного єврейського уряду в Ізраїлі, під опікою Селевкідів, але після того, як Балас був убитий, і його замінив Деметрій II, знову настав період нестабільності. На царювання Деметрія II претендував Антіох IV, молодший син Баласа, який був ще дитиною, однак він мав підтримку головнокомандувача армії Трифона. Йонатан підтримав Трифона, але він заманив його в Акко, та заточив у тюрму.
Позбавлення волі харизматичного і популярного лідера, який привів народ до незалежності після смерті Юди Маккавея, було моментом занепаду, і багато хто став побоюватися втрати незалежності, але Симон негайно взяв на себе керівництво. Він спочатку воював проти Трифона і його армії та прогнав його з Юдеї. У цій війні Трифон спочатку намагався використати Йонатана для торгу, але пізніше, під час свого відступу, убив його. Симон уклав договір з ворогом Трифона, Деметрієм II. Цей союз був частиною політики Йонатана використовувати конфлікти між ворогуючими фракціями в царстві Селевкідів для досягнення політичних цілей. Завдяки цьому союзу Юдейське царство було оголошено вільним і незалежним, і не платило данину Селевкідам. 142 до н. е., коли царство здобуло свою незалежність, почався відлік нової ери незалежного Хасмонейського Царства, першої незалежної єврейської держави з часів  Седекії, останнього царя з дому Давида.

## Етнарх Юдеї

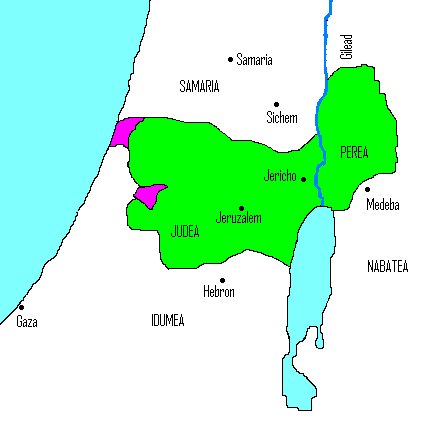
Царство Хасмонеїв за часів Симона Хасмонея
Стан на 143 до н. е.
Завойовані території

Симон використовував своє нове положення, і домігся військових успіхів. Серед його досягнень: захоплення Гезер, Яффо, перемога над грецьким гарнізоном у форті Акра в Єрусалимі. Форт був зайнятий у 141 році до н. е. Цей день був оголошений святом у царстві Хасмонеїв. Ця кампанія вважається однією з великих військових досягнення Симона і вона була увіковічена у Книзі Макавеїв і Мегілат Тааніт. Також було вигравіювано мідні пластини з докладним описом пригод Симона, у тому числі окупації Акри, і перенесені на гору Сіон. У 141 році на народних зборах Симона вибрали етнархом Юдеї.
Серед важливих справ Симона було відновлення союзу з Римом. Цей союз затверджений римським сенатом у 139 році до н. е.
Антіох VII Сидет наступник Деметрія II, спочатку ставився прихильно до Симона, оскільки він потребував його у війні проти Трифона. Він підтвердив його незалежний статус, і дозволив йому карбувати монету.
Однак після перемоги над Трифоном смак Сидета змінився, і він став висувати різні вимоги, такі як повернення Форту Акри. Симон відповів категоричною відмовою. Тоді Сидет направив свою армію проти Симона. Симон направив велике військо під командуванням своїх синів Йоанна та Юди, і вони перемогли армії Сидета. Ця подія принесла спокій і мир у Юдеї до самої смерті Симона.

## Смерть Симона
Антіох продовжував змови проти Симона, увійшов у довіру до зятя Симона, Птолемея бен Хавуву, правителя Єрихону. Птолемей запросив Симона у Форт Дук на святкову вечерю, і під час їжі раптово напав на Симона та двох його синів Єгуда і Матітьягу та вбив їх. Його третій син Йоханан Гіркан, що не брав участі у вечері, перейняв на себе правління у державі. Онук Сімона — Арістобул I прийняв на себе царський титул у 104 р. до н. е.